# 卡氏尖頜烏鯊
卡氏尖頜烏鯊（学名：Trigonognathus kabeyai），俗稱蝮蛇角鯊、腹蛇角鯊（英語：Viper dogfish）或稱作蝮蛇鯊魚、腹蛇鯊魚（viper shark），是一種罕見的角鲨，屬於燈籠棘鮫科。目前僅在日本南部的太平洋小笠原群岛、台灣臺東縣北部的太平洋和西北夏威夷群島發現。該物種主要棲息於大陆坡上部和海底山。該物種似乎能晝夜垂直遷移，會在白天深度270-360米（890-1,180英尺）深的底層水域和晚間深度低於150米（490英尺）的上層水域之間交替游泳。其特徵是長達54厘米（21英寸）的細長黑色鯊魚，可透過其狹窄的三角形顎和齒狀牙齒來伸出並捕捉獵物。牠有著兩個背鰭，以及許多會發光的發光器集中在其腹面。
國際自然保護聯盟目前缺乏足夠的數據來評估該物種的保護狀況及環境影響。

## 影響
腹蛇角鯊對人類來說並沒有經濟價值。即使台東漁民和捕撈時很常抓到，但通常放回海中，並未食用或出售。IUCN將其列在「数据缺乏」的行列。

## 外部連結
- "Trigonognathus kabeyai, Viper dogfish" at FishBase（页面存档备份，存于）
- "Trigonognathus kabeyai (Viper Dogfish)" at IUCN Red List（页面存档备份，存于）
- "Species description of Trigonognathus kabeyai" at Shark-References.com（页面存档备份，存于）